# Gennadij Chalepo
Gennadij Chalepo (russisch Геннадий Халепо/Gennadi Chalepo, belarussisch Генадзь Халепа/Henads Chalepa, bis 2002 in Deutschland als Ghenadij Khalepo bekannt; * 2. Januar 1969 in Homel) ist ein deutscher Handballtrainer und ehemaliger Spieler der belarussischen Handballnationalmannschaft. Er trainierte die Bundesligisten HSG Wetzlar, TuS N-Lübbecke, TV Emsdetten und ThSV Eisenach.

## Laufbahn als Spieler
Chalepo spielte als Kind zunächst Basketball. Nach einem Schulwechsel kam er zum Handball. Sein Trainer half beim Wechsel 1985 in das Sportinternat in Minsk. Bei SKA Minsk spielte er bis 1989 in der zweiten Mannschaft. Zu Beginn der Saison 1989/90 kam er mit Minsk zu einem Spiel gegen TUSEM Essen erstmals nach Deutschland. Sportagent Gerd Butzek sorgte dafür, dass der erst zwanzigjährige Chalepo die Freigabe erhielt und zum deutschen Bundesligisten TuRU Düsseldorf wechseln durfte. Zuvor durften nur Spieler ab 28 Jahren ins Ausland wechseln. Nach nur einem halben Jahr kehrte er nach Minsk zurück. Sein Vereinstrainer Spartak Mironowitsch berief ihn 1991 erstmals in die sowjetische Nationalmannschaft. 1992 unternahm SKA eine einmonatige Reise durch Frankreich, im Anschluss wurde Chalepo ins Trainingslager der Nationalmannschaft berufen. Stattdessen ging er zu seiner Frau und seinem Kind zurück. Für ihn wurde Wjatscheslaw Gorpischin ins Aufgebot für die Olympischen Spiele 1992 berufen. So blieb es bei zehn Einsätzen für die Sowjetunion.
Für die belarussische Nationalmannschaft bestritt Chalepo 67 Länderspiele, in denen er 286 Tore erzielte. Bei der Europameisterschaft 1994 war er mit 26 Toren bester Werfer seiner Mannschaft, die den achten Platz erreichte.
Der Rechtshänder, meist auf der linken Rückraumposition eingesetzt, gehörte als Spieler in Nettelstedt, Lemgo und Wetzlar über viele Jahre hinweg zu den besten Feldtorschützen der Bundesliga. In 278 Bundesliga-Einsätzen erzielte er insgesamt 1.017 Feldtore. Mit Nettelstedt stieg er in seiner ersten Saison in die Bundesliga auf und gewann später den Euro-City-Cup 1996/97 und den Euro-City-Cup 1997/98. Während seiner Zeit in Wetzlar wurde er für sechs Monate gesperrt, nachdem er einem Schiedsrichter nach Abpfiff den Ball an den Kopf geworden hatte. Daraufhin wurde er in die Schweiz ausgeliehen.
2002 nahm er die deutsche Staatsbürgerschaft an.

## Laufbahn als Trainer
Von Oktober 2010 bis März 2012 trainierte er die HSG Wetzlar. Zur Saison 2012/13 wurde er vom TuS N-Lübbecke verpflichtet, allerdings wurde der Vertrag auf Wunsch Chalepos bereits vorzeitig mit Wirkung zum Ende der Saison 2012/13 aufgelöst. In der Saison 2013/14 trainierte er den TV Emsdetten. Von März 2016 bis Juni 2016 trainierte er den ThSV Eisenach. Zwischenzeitlich war er als Trainer im Iran in Sabzevar beschäftigt, zeitweise in Deutschland als Busfahrer. Neben dem Handball arbeitet er an zwei Schulen als Sportlehrer.
Im Februar 2020 wurde bekannt, dass Chalepo im Sommer 2020 die U23 der HSG Wetzlar übernimmt, die in der 3. Liga spielt.

## Privates
Heute ist er Lehrer an der Gemeinschaftlichen Sekundarschule Burbach-Neunkirchen. Seine Ehefrau – heute Lehrerin – spielte als Torhüterin bei BPI Minsk, sein Sohn beim TV Hüttenberg, seine Tochter blieb dem Handball fern.